# Dywizja Piechoty Friedrich Ludwig Jahn

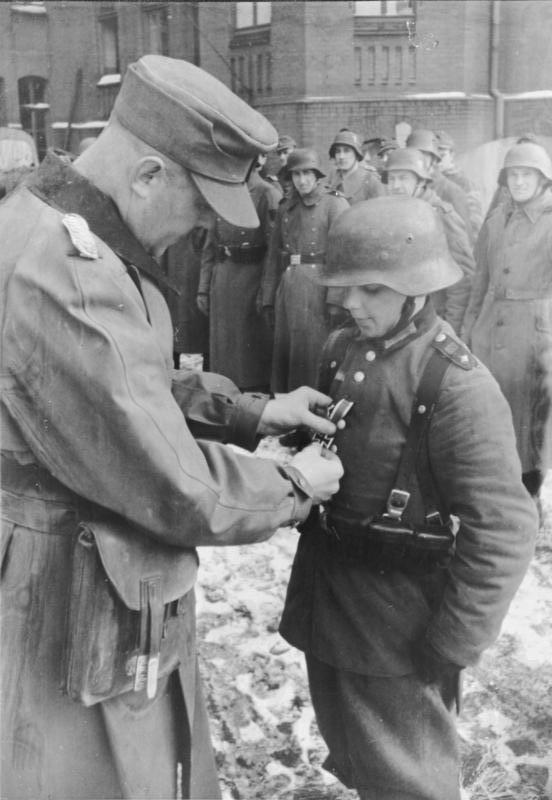
wręczenie oznaczenia

Dywizja Piechoty Friedrich Ludwig Jahn (2 Dywizja RAD, niem. Infanterie-Division Friedrich Ludwig Jahn) – jedna z dywizji Reichsarbeitsdienstu. Utworzona pod koniec marca 1945 roku, w ramach 35 fali mobilizacyjnej, na poligonie Jüterbog. W jej skład weszła część oddziałów 251 Dywizji Piechoty i 7500 członków Reichsarbeitsdienstu. Dywizja została umiejscowiona na południe od Berlina przy 12 Armii. Nad Łabą w okolicach Ferchlandu dostała się do niewoli amerykańskiej, została jednak przekazana Armii Czerwonej.

## Dowódcy dywizji
- generał porucznik Friedrich-Wilhelm von Löper
- pułkownik Gerhard Klein
- pułkownik Franz Weller
- pułkownik Ludwig Zöller
- generał porucznik Friedrich-Wilhelm von Löper

## Skład
- 1 Pułk Grenadierów Friedrich Ludwig Jahn
- 2 Pułk Grenadierów Friedrich Ludwig Jahn
- 3 Pułk Grenadierów Friedrich Ludwig Jahn
- Pułk Artylerii Friedrich Ludwig Jahn
- Dywizyjny Batalion Fizylierów Friedrich Ludwig Jahn
- Batalion Pionierów Friedrich Ludwig Jahn